# Zbigniew Górecki
Zbigniew Górecki – polski „Sprawiedliwy wśród Narodów Świata”.

## Życiorys
W trakcie II wojny światowej pomagał Żydom. Po zajęciu Poznania przez Niemców dr Zbigniew Górecki przeniósł się do Radomia, gdzie szybko dał się poznać jako młody lekarz, chętny do pomocy potrzebującym. Kiedy w getcie internowano radomskich Żydów, dr Górecki przemycał żywność i drewno na opał, za które płacił z własnej kieszeni. Udzielał także bezpłatnej pomocy medycznej Żydom mieszkającym po aryjskiej stronie miasta. Latem 1942 r., kiedy likwidowano radomskie getto, znajomy poprosił doktora Góreckiego o uratowanie życia małej osieroconej dziewczynki, której ojciec (dr Senderowicz) i matka popełnili samobójstwo przed wywózką. Doktor Górecki wszedł do getta, zabandażował twarz dziewczynki, aby zamaskować jej żydowski wygląd, i przemycił ją z getta swoim służbowym samochodem, który należał do szpitala, w którym pracował. Górecki załatwił jej pobyt u znajomego w pobliskim Jedlińsku, gdzie opiekował się nią aż do wyzwolenia tych terenów przez Armię Czerwoną w styczniu 1945 r. Później dr Górecki wyemigrował do Kanady. Dalsze losy dziewczynki nie są znane.
4 kwietnia 1967 r. Instytut Jad Waszem uhonorował Zbigniewa Góreckiego medalem „Sprawiedliwy wśród Narodów Świata”.